# Втулкин, Михаил Алексеевич
Михаил Алексеевич Вту́лкин — эрзянский поэт, писатель, прозаик, журналист.

## Биография
Михаил Втулкин родился 24 марта 1929 года в деревушке-выселки (отруб) Дунаёвка (ныне несуществующая) близ села Большой Толкай Похвистневского района Самарской области.
Любовь к поэзии проявилась очень рано, в 4-5летнем возрасте. Старший брат учился в школе и приносил домой книги. «Муха цокотуха» К. И. Чуковского, «Багаж» С. А. Маршака и др. Читал громко, вслух, поэтому Миша запоминал их быстро, после чего пересказывал их соседям. Все удивлялись, с какой лёгкостью, совсем ещё ребенок, запоминает такие длинные стихи. Читал маленький Миша стихи колхозникам в поле, выступал на районных и областных олимпиадах.
Не последнюю роль в воспитании поэта сыграла его бабушка, Екатерина Еремеевна Пыряева, знавшая множество сказок, песен, причитаний. Она была тем неиссякаемым источником, откуда Миша с младенчества черпал волшебную, словно музыка, поэзию эрзянской народной сказки.
В 7 лет остался без отца. Отец, Алексей Гаврилович, считался очень грамотным для того времени человеком и работал бухгалтером. Мать Анна Нефедовна занималась по хозяйству, в семье было четверо детей.
Учёбу Михаил начинал в родной Дунаёвке, закончил семилетку уже в селе Яблоновке. В 1948 году окончил педучилище в Большом Толкае.
Стихи не переставая читал с любых сцен, и в школе и техникуме. Служил на Тихом океане, капитан-лейтенант. После армии учился в Саратовской юридической школе, затем закончил Мордовский гос.университет.
Свои стихи начал писать в 1955 году, поначалу на русском языке. В таком начинании ему помог его учитель, народный поэт Мордовии Радаев Василий Кузьмич. По его совету, попробовав писать на эрзянском, Втулкин нашел своё истинное призвание. Спустя годы, Втулкина по праву назовут мастером эрзянского слова.
За свою жизнь успел попробовать себя в разных профессиях. Работал в прокуратуре, корреспондентом в газете «Эрзянь правда» Архивная копия от 27 декабря 2011 на Wayback Machine, нормировщиком на ремзаводе. Руководил литературным отделением молодых эрзянских поэтов при эрзянском журнале «Сятко».
Умер 16 августа 1991 года. Похоронен на Ключарёвском кладбище в Саранске.

## Труды
Стихи, юморески, фельетоны, литературные сказки Втулкина стали печататься в газетах и журналах с 1966 года. 

Написал книги для детей: «Сиянь пей» («Серебряный зуб», 1977), «Сырнень шка» («Золотое время», 1981), «Ведьбайгине» («Росинка», 1992). 

В 1986 году стихи М. А. Втулкина вошли в коллективный сборник «Светлячок». 

Вместе с народным писателем Мордовии Василием Радаевым составил сборник эрзянских легенд, преданий и сказов (1977). 

Писал рассказы, басни — «Али-баба ды ниленьгемень разбойникть» («Али-баба и сорок разбойников»), «Овтонь кежть» («Медвежья злость»), «Кши» («Хлеб»), «Няка» («Кукла») и др. 

В 1991 году в соавторстве издал книгу преданий и рассказов «Рав лангонь богатырь» («Волжский богатырь») — о борце Михаиле Борове. 

М. А. Втулкин — автор поэмы «Эрзямас» («Арзамас»), произведений «Эрзянь ава, зоря ава» («Эрзянка, заря-женщина»), «Од таркав» («На новые места») и др.

## Достижения
Михаил Алексеевич Втулкин не имел высоких высоких литературных регалий и громких званий. Не был даже членом Союза писателей, но многие его произведения стали классикой эрзянской литературы для детей.
Живя в Саранске, М. А. Втулкин часто бывал на родине, в Похвистневском районе, и в Куйбышеве (ныне — Самара), встречался со своими земляками-писателями — Василием Радаевым, Серафимой Люлякиной, Числавом Журавлёвым. Благодаря Втулкину, поддерживалась связь писателей Мордовии с самарскими эрзянскими поэтами и писателями.